# Diversidad sexual en Eslovenia

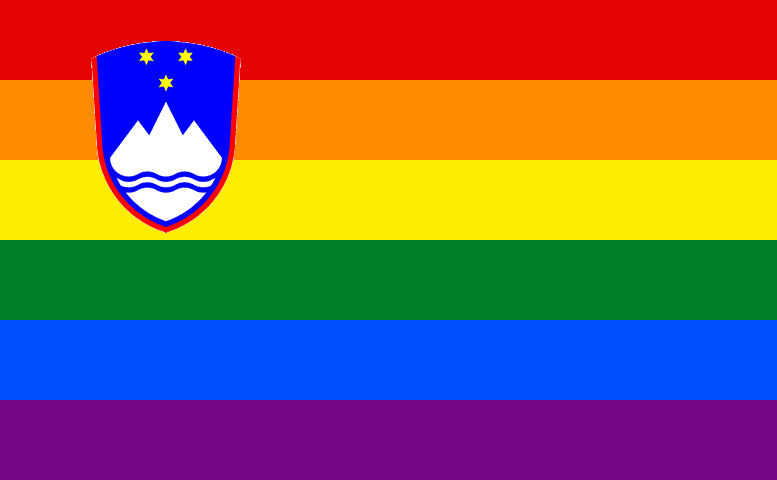
Bandera LGBT de Eslovenia.

El movimiento LGBT en Eslovenia comenzó su actividad en 1984, cuando se fundó MAGNUS, la sección gay del ŠKUC (Centro Cultural Estudiantil de Liubliana), como una "organización cultural para la socialización de la homosexualidad". También surgió en 1985 un grupo feminista prolésbico, Lilit, y en 1987 le siguió LL, un grupo lésbico dentro del ŠKUC. En 1990 Magnus y LL fundaron la organización LGBT nacional Roza klub.
Según el Código Penal del 30 de junio de 1959, las relaciones homosexuales entre varones eran ilegales en toda Yugoslavia.Las relaciones lésbicas, por el contrario, ni siquiera estaban contempladas. Durante la primera mitad de la década de los años 70 del siglo pasado , las competencias sobre derecho penal se transfirieron del gobierno federal a las 8 repúblicas y provincias. En 1976 se aprobó un nuevo Código Penal que despenalizaba las relaciones homosexuales. Entró en vigor en 1977. El nuevo Código Penal derogaba todas las disposiciones discriminatorias. 
Ninguna ley prohíbe a los homosexuales alistarse en el ejército.

## Derechos de las parejas homosexuales
Eslovenia aprobó una ley que legalizó las uniones civiles para parejas homosexuales el 22 de junio de 2005. Dicha ley entró en vigor el 23 de julio de 2006. La ley concede pocos derechos a las parejas que opten por celebrar una unión civil, excluyendo cualquier tipo de derechos relativos a la seguridad social, adopción o incluso la posibilidad de ser considerado legalmente como pariente del otro miembro de la pareja. 
El 2 de julio de 2009 el Tribunal Constitucional de Eslovenia dictaminó que la ley de parejas de hecho viola el artículo 14, referido a la discriminación, de la constitución eslovena. Los 9 jueces del tribunal dictaminaron de forma unánime que la ley de parejas mantiene artículos discriminatorios, en materia de herencia, con respecto al matrimonio heterosexual, dando al gobierno un plazo de 6 meses para que solucione esta desigualdad.
El mismo día la ministra de interior Katarina Kresal anunció que el gobierno presentará una propuesta para ampliar el derecho al matrimonio a las parejas formadas por personas del mismo sexo.
El matrimonio igualitario en Eslovenia es legal desde el 8 de julio de 2022 de acuerdo con una sentencia del Tribunal Constitucional de Eslovenia. El tribunal dictaminó que la prohibición de los matrimonios entre personas del mismo sexo violaba la Constitución de Eslovenia y le dio al Parlamento esloveno seis meses para adaptar la legislación, aunque la sentencia entró en vigor de inmediato. Eslovenia así, fue el primer país de la antigua Yugoslavia en legalizar el matrimonio entre personas del mismo sexo, el primero del antiguo Bloque del Este (excluyendo Alemania Oriental), el 18° en Europa y el 31° en todo el mundo. Anteriormente, el 3 de marzo de 2015, el Parlamento había aprobado un proyecto de ley para legalizar el matrimonio entre personas del mismo sexo; sin embargo, fue rechazado en referéndum el 20 de diciembre de 2015.

## Percepción de la opinión pública

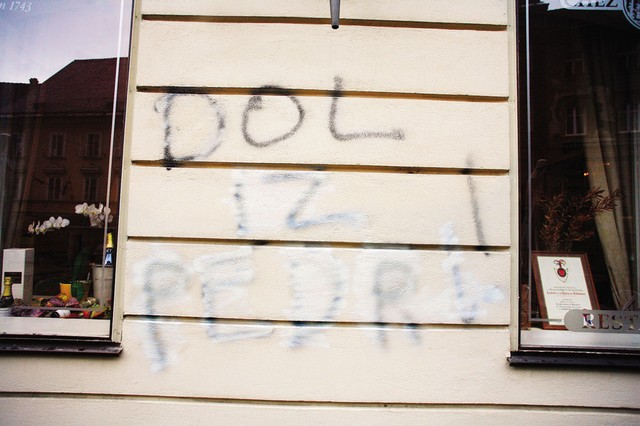
Pintada homofóbica con el lema Dol iz pedri (Abajo los maricones, en esloveno) en una céntrica calle de Liubliana.

Una encuesta del Eurobarómetro publicada en diciembre de 2006 mostró que el 31% de los eslovenos apoyaban la legalización del matrimonio entre personas del mismo sexo y que el 17% opinaba que debería reconocerse el derecho de las parejas homosexuales a adoptar (Los valores medios para el conjunto de la Unión Europea eran 44% y 33% respectivamente).
La manifestación del orgullo LGBT lleva celebrándose ya varios años en la capital, Liubliana. Hasta hace poco las agresiones homófobas durante estas celebraciones eran habituales pero con los años son más raras. En junio de 2007, pocos días antes de la manifestación del orgullo LGBT diversas calles del centro de Liubliana apacerieron llenas de pintadas con los lemas Smrt pedrom (Muerte a los maricones) y Dol iz pedri (Abajo los maricones). El 25 de junio de 2009, durante las celebraciones del orgullo gay, un grupo de homófobos atacaron un evento literario LGBT produciéndose un herido y múltiples daños en el local.